# Abri os Olhos
"Abri os Olhos" é uma canção gravada pela dupla brasileira Sandy & Junior, sendo lançado como single para o álbum Acústico MTV (2007). A canção foi composta por Sandy e o músico Lucas Lima e interpretada por ela ao piano no CD/DVD Acústico MTV. Um single foi levado às rádios; nele, além da inclusão da música, foi adicionada uma entrevista com a dupla. A faixa ganhou prêmio de melhor canção no Capricho Awards de 2007, com 33% dos votos. A música foi performada por Sandy e Junior junto ao vocalista da banda Fresno Lucas Silveira no MTV Video Music Brasil 2007. A canção foi inspirada num poema de Fernando Pessoa. Foi a última canção lançada pela dupla.

## Faixas
1. Abri os Olhos - 3:26
2. Entrevista com Sandy e Junior